# ضفدع تل توكيت
ضفادع تل توكيت (الاسم العلمي: Allophryne ruthveni)، هي ثلاثة أنواع من الضفادع في جنسAllophryne. وهو الجنس الوحيد في فصيلته.
تعيش هذه الضفادع في غيانا وفنزويلا وسورينام والبرازيل وبوليفيا. أُكتشف نوعه النمطي في تل توكيت، أسفل كايتور فولز، غيانا.